# Верисиму Серран, Жуакин
Жуакин Верисиму Серран (порт. Joaquim Veríssimo Serrão, 8 июля 1925 года, Сантарен — 31 июля 2020 года, Сантарен) — португальский историк, специалист по истории Португалии. Президент Португальской академии истории (1975—2006), член Лиссабонской академии наук и многих научных обществ.

## Биография
Родился 8 июля 1925 года в городе Сантарен.
Учился на факультете историко-философских наук Коимбрского университета, который окончил в 1948 году. В 1947 году опубликовал свою первую крупную работу — «Исторический очерк о значении взятия Сантарена маврами в 1147 году» (порт. Ensaio Histórico sobre o Significado da Tomada de Santarém aos Mouros em 1147), которая получила высокие оценки в научном сообществе. В 1948 году организовал конференцию «Мировоззрение в поэзии Гильерми де Азеведу» (порт. A mundividência na poesia de Guilherme de Azevedo), впоследствии не раз становился организатором научных мероприятий.
В 1950 году получил от Института высокой культуры при Министерстве национального образования Португалии предложение читать лекции о культуре Португалии за рубежом, после чего несколько лет преподавал в Тулузском университете. В Тулузе, наряду с чтением лекций, занимался изучением франко-португальских связей, в особенности — историей посещений Тулузы известными португальцами. Сотрудничал со многими французскими учёными-португалистами, в частности — с историками Жаном Рошем, Леоном Бурдоном, а также лингвистом Полем Тейссье.
В 1957 году защитил в Коимбрском университете докторскую диссертацию на тему «Царствование приора Антонио из Крату: 1580-88» (порт. O Reinado de D. António Prior do Crato: 1580-88).
С 1960 года Верисиму Серран преподавал на факультете искусств Лиссабонского университета. Одновременно продолжил активно заниматься научной деятельностью — читал лекции в португальских университетах, а также в университетах Саламанки, Монпелье и Тулузы, публиковал статьи и монографии, а также занимался публикацией трудов португальских гуманистов. Сфера его научных интересов в тот период охватывала отношения между Португалией и другими европейскими странами в XVI веке, португальский династический кризис конца XVI века, а также колониальную Бразилию в XVI и XVII веках. В 1967 году его назначили директором Португальского культурного центра, созданного Фондом Галуста Гюльбенкяна в Париже, и руководил им в течение пяти лет.
В конце 1960-х — начале 1970-х годов Верисиму Серран поддерживал дружеские отношения с премьер-министром Португалии Марселу Каэтану. В 1973 году его избрали ректором Лиссабонского университета — однако год спустя, после Революции гвоздик он, как сторонник свергнутого премьера, был вынужден оставить пост ректора. Впоследствии Верисиму Серран написал две книги о своём друге: «Уверенность в изгнании» (порт. Confidências no Exílio, 1985 — о вынужденной эмиграции свергнутого премьера в Бразилию) и «Переписка с Марселу Каэтану, 1974—1980 годы» (порт. Correspondência com Marcello Caetano 1974-1980; 1994).
Был инициатором создания в родном Сантарене Политехнического института, в 1980—1984 годах занимал пост председателя учредительного комитета этого вуза.
С 1975 по 2006 годы являлся президентом Португальской академии истории. Также являлся членом Лиссабонской академии наук, Академии военно-морского флота, Ассоциации португальских археологов, Бразильского института истории и географии,Мексиканской академии истории, Королевской академии истории в Мадриде, Бельгийско-испанской академии истории, а также национальных академий истории Венесуэлы, Аргентины, Уругвая, Боливии, Колумбии, Чили, Пуэрто-Рико и Доминиканской Республики.
В 1977 году Верисиму Серран начал публикацию фундаментального труда «История Португалии», который изначально охватывал период с конца XI в. до Первой республики и состоял из тринадцати томов. Впоследствии он выпустил ещё пять томов «Истории Португалии» (последний — в 2010 году), в которых затронул эпоху Нового государства. Также он является автором множества работ по средневековой, новой и новейшей истории Португалии, истории Бразилии, франко-португальским и испано-португальским культурным связям.
Умер 31 июля 2020 года в Сантарене.

## Семья
Был отцом двоих детей:
- сын — Витор Верисиму Серран[порт.] (род. 1952), историк искусства, член Лиссабонской академии наук;
- дочь — Адриана Верисиму Серран, философ.

## Награды

### Португальские
- Премия Алешандри Эркулану (1954)
- Премия Жуана II (1965)
- командор ордена Народного образования (9 июня 1971)[5].
- Премия национальной идентичности (1992)
- медаль Культурных заслуг[порт.] (7 апреля 1995)[6]
- Большой крест ордена Сантьяго (9 июня 2006)[5].
- почётная медаль Коимбрского университета (2007)

### Иностранные
- Бразилия — командор ордена Южного Креста (1966)
- Испания — Большой крест ордена Гражданских заслуг (1990)
- Испания ( Галисия) — серебряная медаль Галисии[исп.] (1993)
- Испания — Большой крест ордена Альфонса X Мудрого (1994)
- Венесуэла — Большой крест ордена Андреса Бельо[исп.] (1994)
- Испания — премия принца Астурийского в области социальных наук (1995)[7].

### Почётные учёные степени
- почётный доктор Университета Монпелье (1974)
- почётный доктор Мадридского университета Комплутенсе (1995)
- почётный доктор Университета Эстремадуры (2004)[8]
- почётный профессор Политехнического института Сантарена[порт.] (2011)

## Сочинения
- Ensaio Histórico sobre o Significado da Tomada de Santarém aos Mouros em 1147, 1947.
- O Reinado de D. António Prior do Crato: 1580-88, 1957.
- História de Portugal. Lisboa, 1977—2010. Vol. 1-19.
- Herculano e a conciência do liberalismo português. Lisboa, 1977;
- Cronistas do Século XV posteriores a Fernâo Lopes. Lisboa, 1977;
- Marcello Caetano : Confidências no exílio. Lisboa : Verbo, 1985;
- Itinerario del rey don Sebastián e Itinerários del Rei D. João II (1481—1495), 1993;
- Correspondência com Marcello Caetano : (1974—1980). Venda Nova : Bertrand, 1994. ISBN 972-25-0869-5.